# Pentti Renvall
Pentti Renvall (ur. 1907, zm. 1974) – fiński historyk, badacz nowożytnych dziejów Finlandii (zwłaszcza XVI wieku). Od roku 1950 wykładał na Uniwersytecie w Helsinkach. Był członkiem fińskiej i norweskiej akademii nauk i aktywistą Towarzystwa Przyjaźni Fińsko-Polskiej.